# Диалекты абхазского языка
Диалекты абхазского языка — диалектно-территрриальные разновидности архаичного кавказского языка абхазов. В абхазском языке до Кавказской войны было 5 диалектов и 2 наречия..

## Классификация
- Бзыпский диалект, говоры: аацинский, калдахуарский, подговоры: ачандарский.
- Садзский диалект, говоры: халцыс, цвыдж[2].
- Гумское наречие промежуточное наречие испытывающее влияние бзыпского и абжуйского диалектов. Ныне распростронен лишь в Турции, а в Абхазии черты гумского диалекта среди пожилых сохранились в таких селах как Мерхеул и частично Эшера.
- Ахчыпсы диалект, говоры: аибга, псху (вероятно), диалект ахчипсоу и псхувцев, иногда воспринимается как говор/наречие садзского.[3]
- Мурзаканский диалект ныне носители диалекта очень малочисленны и проживают лишь в трёх селах: Река, Агубедиа и частично Чхуартал. Диалект почти ассимилирован.
- Абжуйский диалект говоры: атарский,  джгярдинский, чхуартальский. В чхуартальском говоре преобладают мурзаканские формы.
- Цебельдино-дальское наречие наречие испытывающее значительное влияние абжуйского.

## Особенности
- Садзский является самым архаичным диалектом, фонетически он один из самых близких к убыхскому и достаточно сближен с адыгским языком и абазинским, в нём происходит удвоевоние согласных в одной фонеме.[4]
- Гумское наречие возникло в ходе слияния бзыпского диалекта с абжуйским в приграничных районах.
- Абжуйский диалект используется в качестве литературного в Абхазии, в нем больше мегрельских заимствований чем в бзыпском. Он самый распростроненный в Абхазии.

## Современное положение
В Абхазии ныне говорят только на абжуйском, самурзаканском и бзыпском диалектах, господствующим является абжуйский, около 47% абхазов в Абхазии владеют им, ~24%  абхазов или 30 тыс. чел., влияние бзыпского, ~29% абхазов проживающих в Сухуме и Гагре где бзыпский и абжуйский смешиваются так как местные садзы и гумцы ассимлировались с бзыпцами и абжуйцами, или же были выселены в Турцию, говорят на своеобразным миксе двух диалектов. Среди жителей двух сёл Очамчырского района преобладает Мурзаканский. Носители остальных расселены в Турции.
В Абхазии постепенно редкие и архаичные фонемы ассимилируются, а границы между диалектами стираются.

## Примеры различий
Слова на садзском диалекте по сравнению с бзыпскими и абжуйскими:
-акәаҵамлы́қь ‘вальдшнеп’ (бзып., абж. а-цаблы́кь);
а-ҟарҟалы́ш ‘сорокопут’ (бзып., абж. а-ҟаршы)́;
а-ҟәы́ра//а-ҟәы́раа//а-ҟәы́рраа ‘ворона’ (бзып., абж. а-ҟәраа́н);
а-ҟәы́ра ӷра//а́-хьада ‘сойка’ (бзып., абж. а́-хьажь);
а-ҳәынҵәырла́ԥшь//а-ҳәынҵәарла́ԥшь//а-ҳәымҵәарла́ԥшь//
а-ҳәамҵәарла́ԥшь ‘красногрудка’ (бзып., абж. а-ҳәынҵәырҟа́ԥшь//
а-ҳәынҵәраҟа́ԥшь //а-ҳәынҵәра́ԥшь//а-ҳәы́нҵәрылаԥшь);
а-ҵаӷьы́ҭ//а-ҵыӷьы́ҭ ‘сова’ (бзып., абж. а-ты́);
а-ҵәы́йт//а-ҵәы́йҭ ‘вид птицы’;
а-шышырӷьы́ч ‘синица’ (бзып., абж. а-шшаӷьы́ч).
Домашние животные
а-хха́б//а́-хаб а́-жә ‘годовалая телка’ (бзып. а-ӷаа́ҵь);
а-ҳәы́йҵа ‘поросенок’ (бзып., абж. а́-шьышь).
а́-быга (халц.)//а́-бага (цвыдж.) ‘волк’ (бзып., абж. а́-бга);
а-быгаса́//а-бгаса́ (халц.)//а-багаса́ (цвыдж.) ‘вид лисы’,
‘лиса’, ‘шакал’ (бзып., абж. а-бгахәыҷы́, а-бгасса́);
а-бгасԥа́ (халц.)//а-багасԥа́ (цвыдж.) ‘лиса’;
а-ба́џа ‘клещ’ (бзып. а-па́ҿ, абж. а-па́ҿа);
а-кыркылы́ш (цвыдж.) ‘ящерица’ (абж. а-каркаламы́шә);
а-маҭҭа́//а́-маҭҭа//а-маҭҭы́//а́-маҭ ‘змея’ (бзып., абж.
а́-маҭ); .
Пример текста на цвиджском говоре:
"Сабы́нтәалагара? Са сх’а́ сҳәа́п зны́. Сара́ цәыџьа́а раҟаны́, цәыџьа́а ры́ҿынтәа Алы́-бeй йыԥа́ Қьама́ль сы́хьыӡуп. Сах’а́ҵра хынeйжәы́й жәа́а. Сабду́уцәа Аԥсыны́нтәа а-Ҭырқәтәы́л йа́айт. Йаха́айыз, Билeџьи́қ ҳа вильаайе́ҭ".